# Mideopsis borealis
Mideopsis borealis är en kvalsterart som beskrevs av Herbert Habeeb 1958. Mideopsis borealis ingår i släktet Mideopsis och familjen Mideopsidae. Inga underarter finns listade i Catalogue of Life.